# ۹۹۹ (قمری)
۹۹۹ (قمری)، نهصد و نود و نهمین سال در گاهشماری هجری قمری است. اول محرم این سال برابر با سی‌ام اکتبر سال ۱۵۹۰ میلادی است.

## رویدادها
- امضای عهدنامهٔ صلح استانبول در ۲۱ مارس ۱۵۹۰ (۹۹۹ هجری قمری)[۱]